# 千代台停留場
千代台停留場（ちよがだいていりゅうじょう）は、北海道函館市千代台町にある函館市企業局交通部（函館市電）湯の川線の停留場である。駅番号はDY11。

## 歴史
- 1913年（大正2年）6月29日 - 営所前停留場として開業[2]。
- 1947年（昭和22年）4月23日 - 千代ヶ岱停留場と改称[2]。
- 1968年（昭和43年） - 千代台停留場と改称[2]。
- 2017年（平成29年）9月9日 - 停留場改築工事開始[3]、同年11月28日完成、供用開始[4]。
  - 工事期間中は、約50 m離れた交差点対面側（五稜郭公園前方面・中央病院前側）に仮設のホームを設置して乗降を行っていた[5]。

## 構造
- 2面2線の相対式ホーム。
- 変形交差点に接した電停のため復線ホーム側（湯の川行）電車の信号待ちの停車時間が長い。
- 堀川町側に渡り線が設置されていた。
  - ポイントのトングレールにスプリングが装着されておらず脱線の危険がある為、ここでの折り返しはほとんど行われていなかったが、2011年2月から3月にかけて撤去され[6]、使用頻度が低かった分岐器は老朽化が進んでいた末広町停留場の折り返し線へ移設された。[7]
- 2017年に改築工事（後述）が行われ、中央病院前停留場と同様の、次の構造となった[4]。

1. 上屋・防風板を設置
2. 有効幅員を1.5 mに拡幅、 手摺り・腰掛け・スロープを設置するなどバリアフリー基準に対応
3. 大型案内掲示板設置
4. 照明灯のLED化
5. スロープ部へのロードヒーティング設置など

- 乗車位置には、上屋部分にピクトグラムを使った乗り場の案内表示板と、ホーム路面上に案内表示が設置されている。路面上の表示には整列をうながす表記も書かれている。
- 降車位置の路面上には、下りてからの順路を示す表示が描かれている。
- 改築にともない、復線ホームの函館駅前側に衝突防止用のラバーポール（ガイドポスト）が設置された。

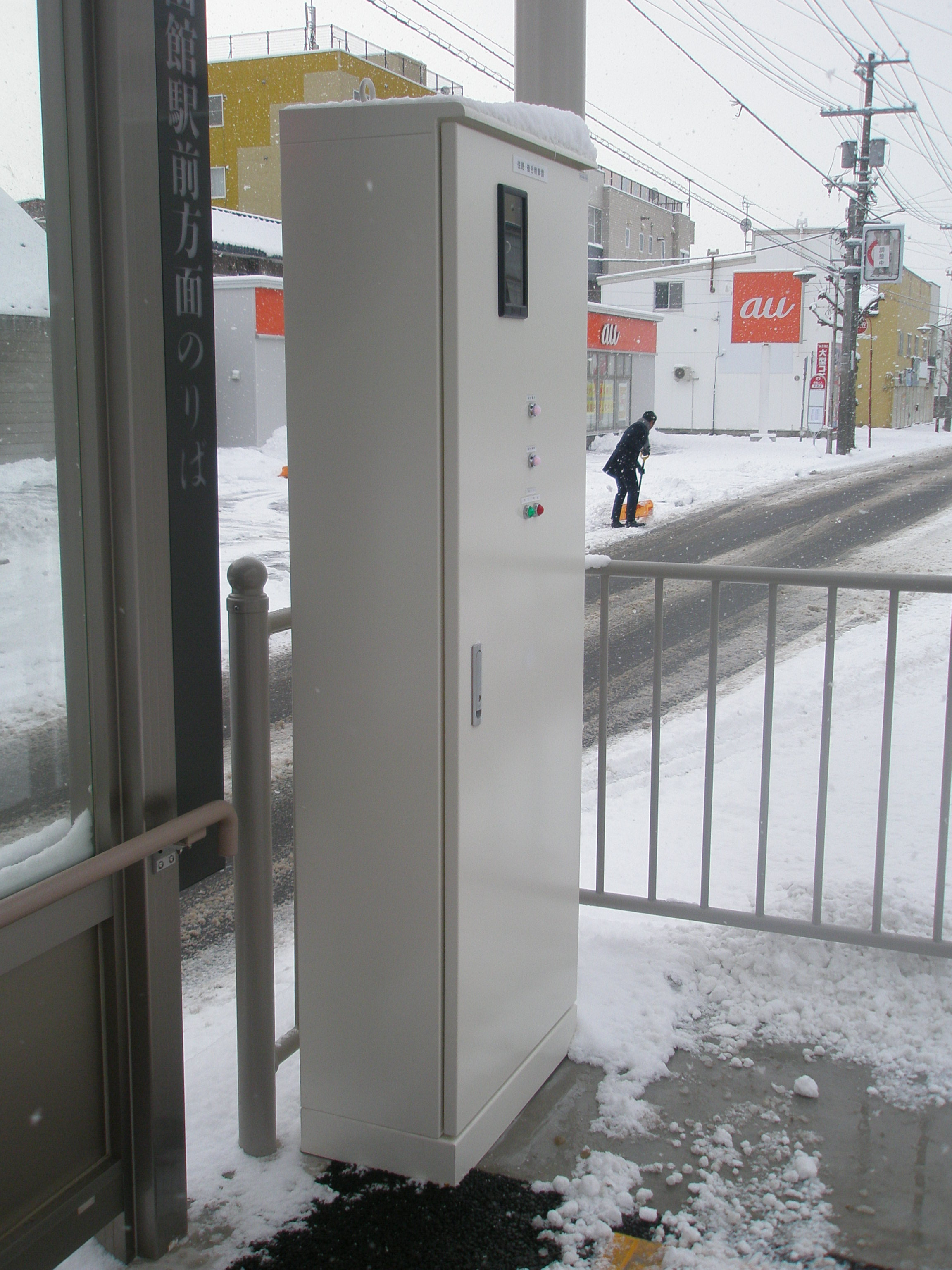
配電用複合制御盤（照明・ロードヒーティング用、2017年12月2日撮影）
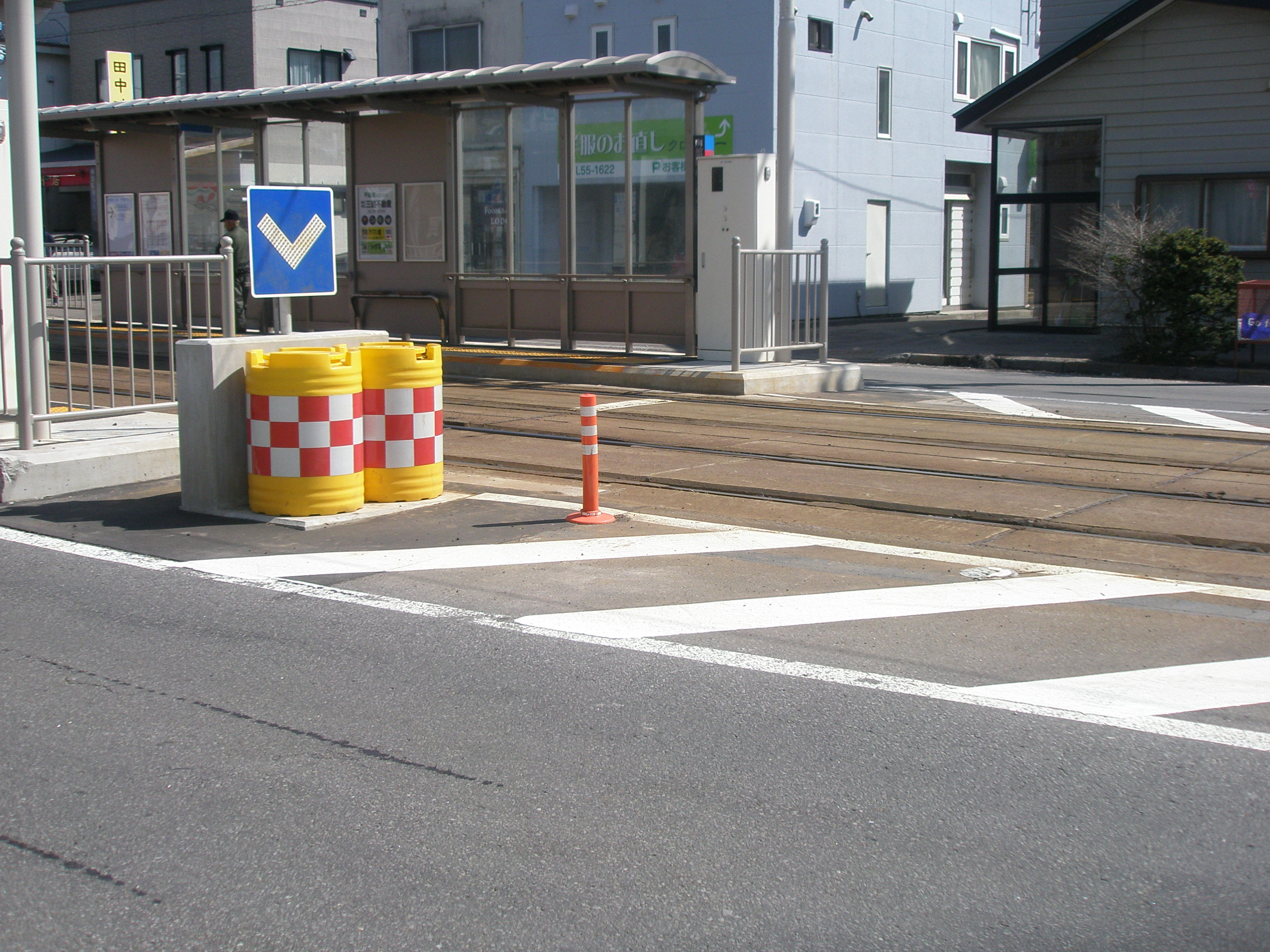
千代台停留場・復線ホームに設置のラバーポール（ポストガイド）（2018年3月24日撮影）
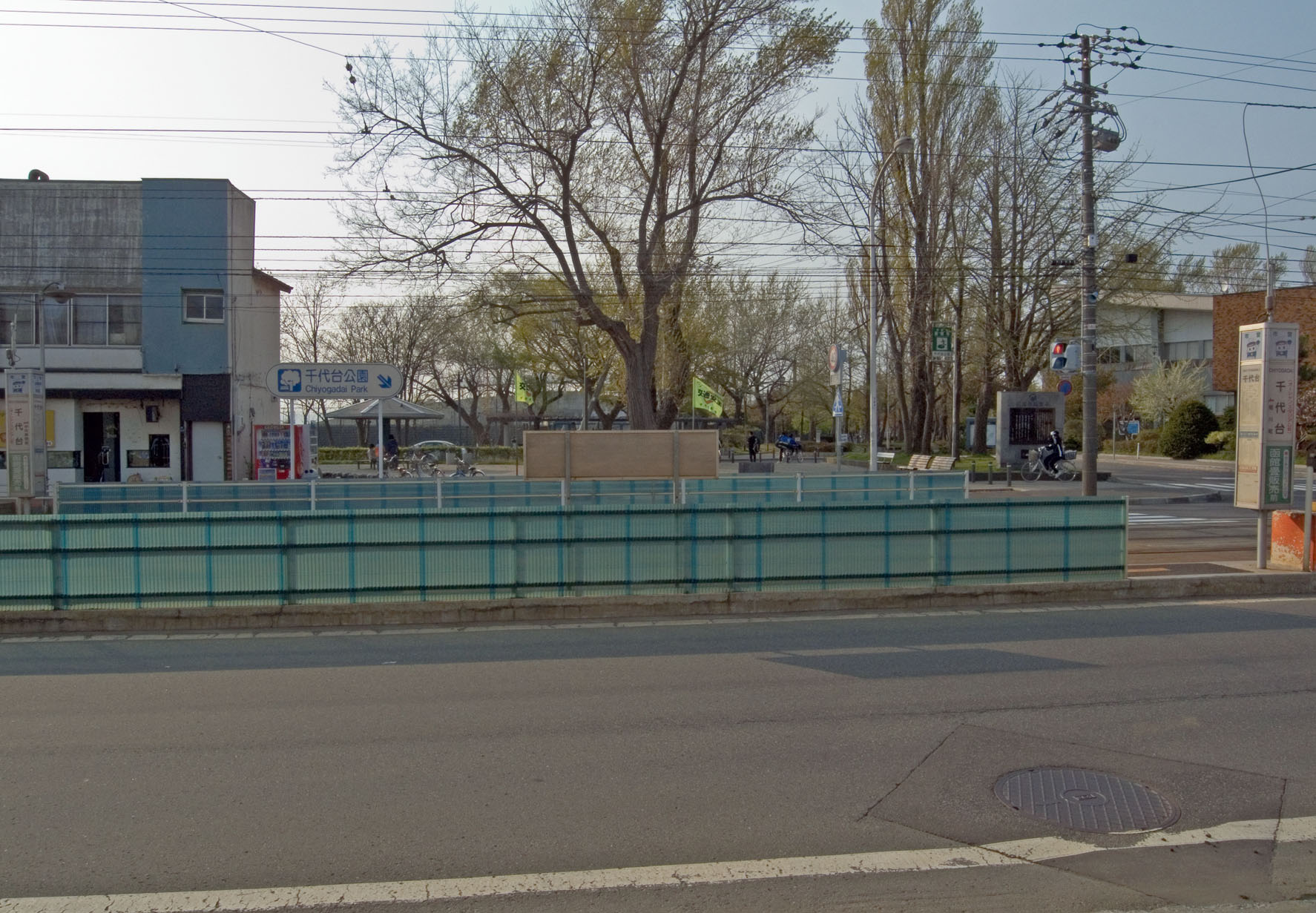
改築前の千代台停留場

## 周辺
- 北海道道83号函館南茅部線
- 千代台公園
  - 千代台公園野球場（オーシャンスタジアム）
  - 千代台公園陸上競技場
  - 千代台公園庭球場
  - 函館市民プール
  - 函館市青年センター
- 函館千代台郵便局
- 北海道函館中部高等学校
- 函館市立千代ヶ岱小学校
- 函館市立中島小学校
- 千代ヶ岱陣屋跡 - 中島小学校付近に「千代ヶ岡陣屋跡」の看板が、高砂通と教育大通の交差点に「中島三郎助父子最後之地」の碑が建てられている[8]。
- auショップ 千代台
- 函館バス「千代台」停留所[9]
- スーパーアークス 千代台店

## 隣の停留場
函館市企業局交通部
湯の川線
中央病院前停留場 (DY10) - 千代台停留場 (DY11) - 堀川町停留場 (DY12)